# North American land mammal age
Een North American land mammal age (afgekort: NALMA) is een stratigrafische biozone, een correleerbare zone in lagen sedimentaire gesteente, die een bepaalde assemblage van fossielen van Noord-Amerikaanse zoogdieren bevat. Hoewel biozones als biostratigrafische eenheden per definitie niet overal precies dezelfde ouderdom hoeven te hebben, worden NALMA's in de praktijk vaak als tijdschaal gebruikt. Het Cenozoïcum van Noord-Amerika wordt dan in deze tijdsnedes (Engels: ages) of etages (Engels: stages) opgedeeld. Gebruikelijker is het de geologische tijdschaal in te delen in de tijsnedes van de ICS. De North American Stage Classification wordt alleen in de Noord-Amerikaanse stratigrafie gebruikt.
| NALMA         | Tijd geleden (Ma) | ICS-tijdvak           | Naamgevende locatie     |
| Rancholabrean | 0,24 - 0,01       | Pleistoceen           | Rancho La Brea          |
| Irvingtonian  | 1,8 - 0,24        | Pleistoceen           |                         |
| Blancan       | 4,9 - 1,8         | Plioceen              |                         |
| Hemphillian   | 10,3 - 4,9        | Mioceen               |                         |
| Clarendonian  | 13,6 - 10,3       | Mioceen               |                         |
| Barstovian    | 16,3 - 13,6       | Mioceen               |                         |
| Hemingfordian | 20,6 - 16,3       | Mioceen               |                         |
| Arikareean    | 30,5 - 20,6       | Oligoceen / Mioceen   |                         |
| Whitneyan     | 33,3 - 30,5       | Oligoceen             |                         |
| Orellan       | 33,9 - 33,3       | Oligoceen             |                         |
| Chadronian    | 38,0 - 33,9       | Eoceen                |                         |
| Duchesnean    | 42,0 - 38,0       | Eoceen                | Duchesne River-formatie |
| Uintan        | 46,4 - 42,0       | Eoceen                | Uinta-formatie          |
| Bridgerian    | 50,0 - 46,4       | Eoceen                | Bridger-formatie        |
| Wasatchian    | 55,5 - 50,0       | Eoceen                | Wasatch-formatie        |
| Clarkforkian  | 56,5 - 55,5       | Paleoceen             | Clark's Fork-bekken     |
| Tiffanian     | 60,5 - 56,4       | Paleoceen             | Tiffany Beds-formatie   |
| Torrejonian   | 62,5 - 60,5       | Paleoceen             | Torrejon-formatie       |
| Puercan       | 66 - 62,5         | Paleoceen             | Puerco-formatie         |
| Lancian       | 70,6 - 66         | Krijt (Maastrichtien) | Lance Creek-formatie    |
| Judithian     | 83,5 - 70,6       | Krijt (Campanien)     | Judith River-formatie   |